# Hafenlohr (Fluss)
Die Hafenlohr ist ein 26,5 km (mit Tiergartenbach 27,7 km) langer, rechter Zufluss des Mains in den unterfränkischen Landkreisen Aschaffenburg und Main-Spessart im bayerischen Spessart.

## Name
Im Jahr 772 war sie in der Markbeschreibung der Benediktinerabtei Neustadt am Main erstmals als super fluviolum Lara (dt. über das Flüsschen Lara) beschrieben. 1273 wurde der Fluss als Lare und 1494 Lore erwähnt. Erst im 16. Jahrhundert schrieb man Hafenlohr. Das Bestimmungswort des Kompositums Hafenlohr geht auf das mittelhochdeutsche Havenaere zurück, das Hafner (Töpfer) bedeutet. Der Ursprung des Grundwortes Lohr ist derselbe wie beim nahen Fluss Lohr. Vom Fluss Hafenlohr hat die Gemeinde Hafenlohr ihren Namen.

#### Hafenlohrquelle

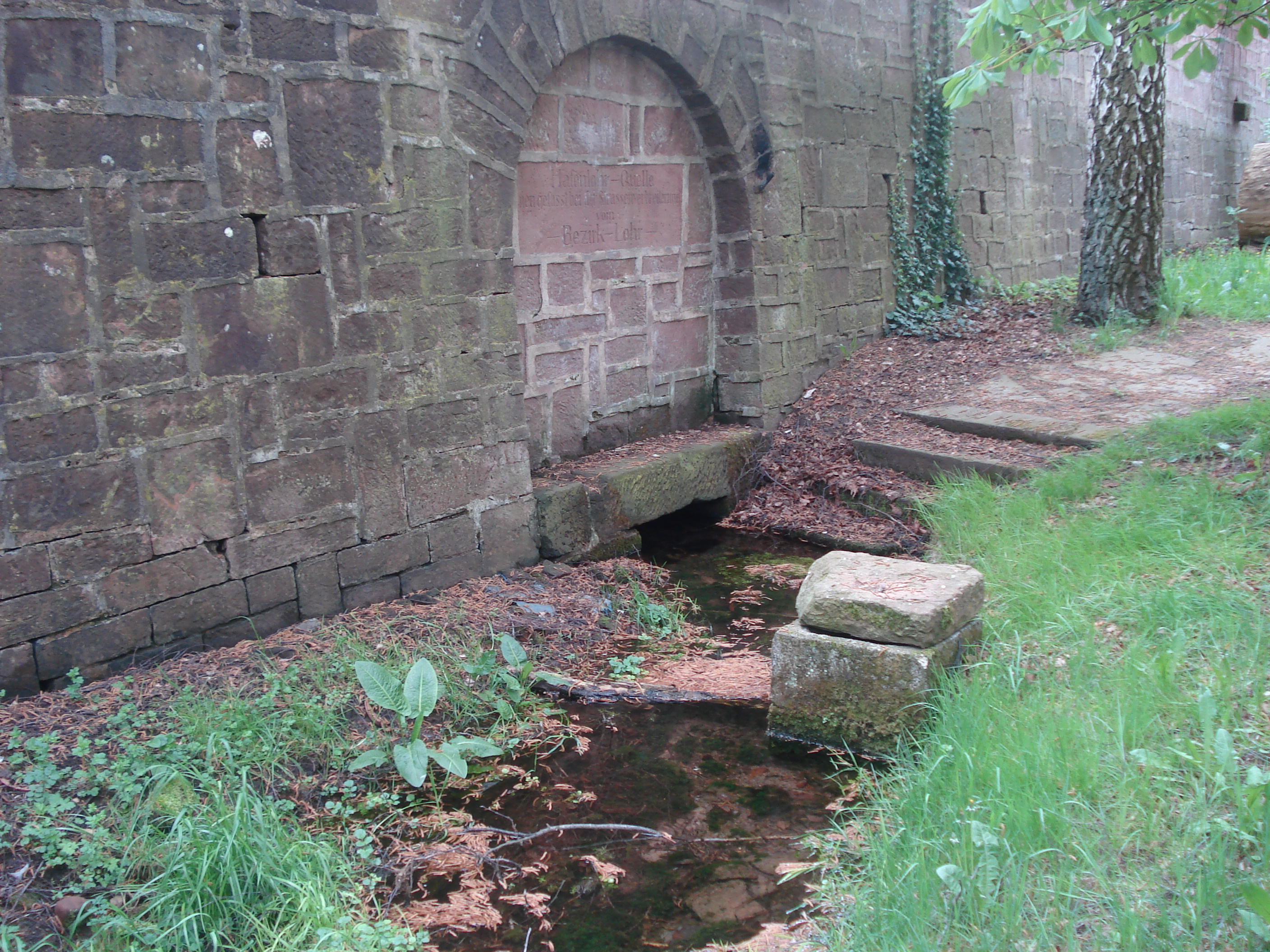
Hafenlohrquelle

### Verlauf

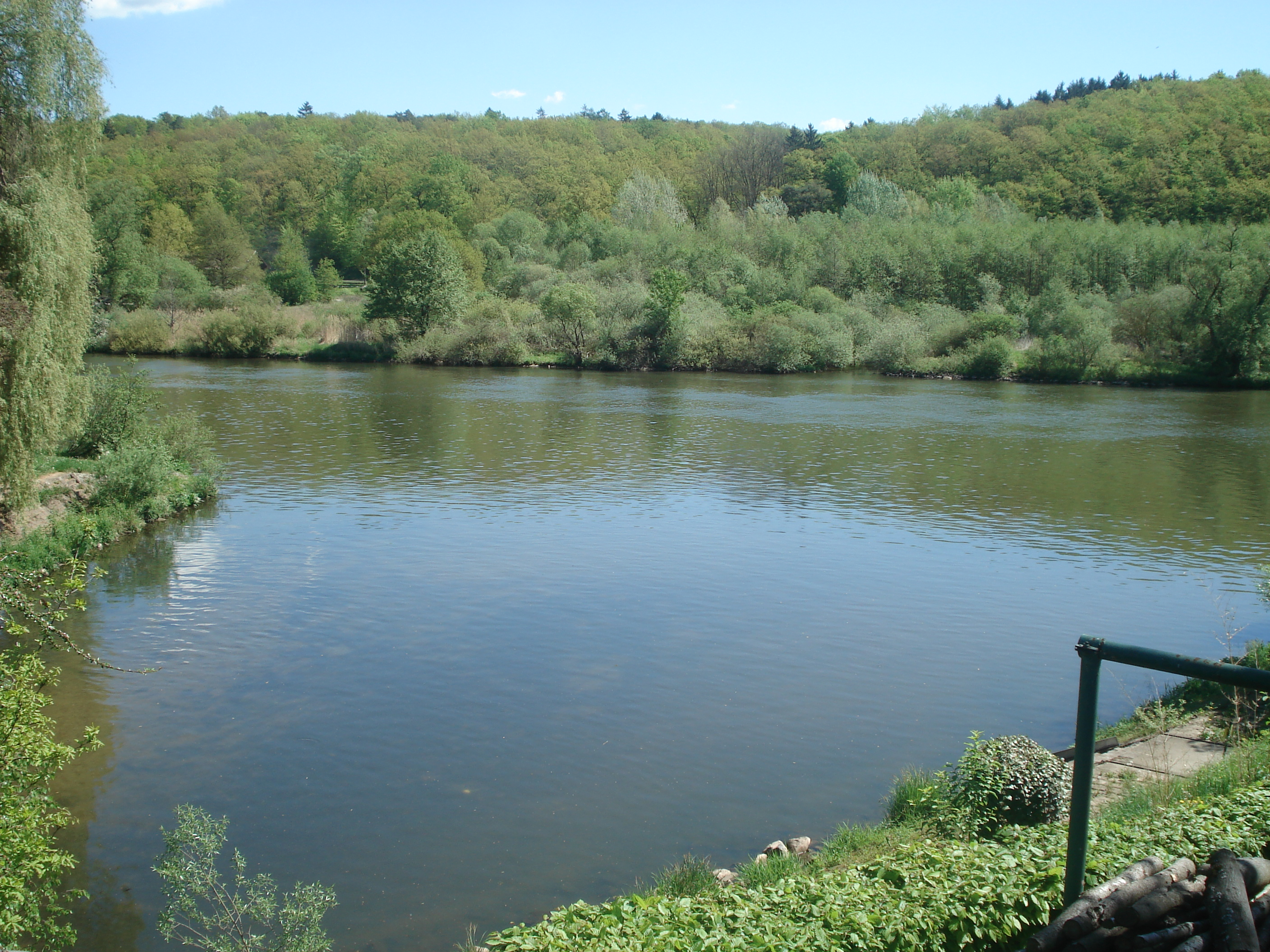
Die Hafenlohr mündet in den Main

### Hafenlohrtal

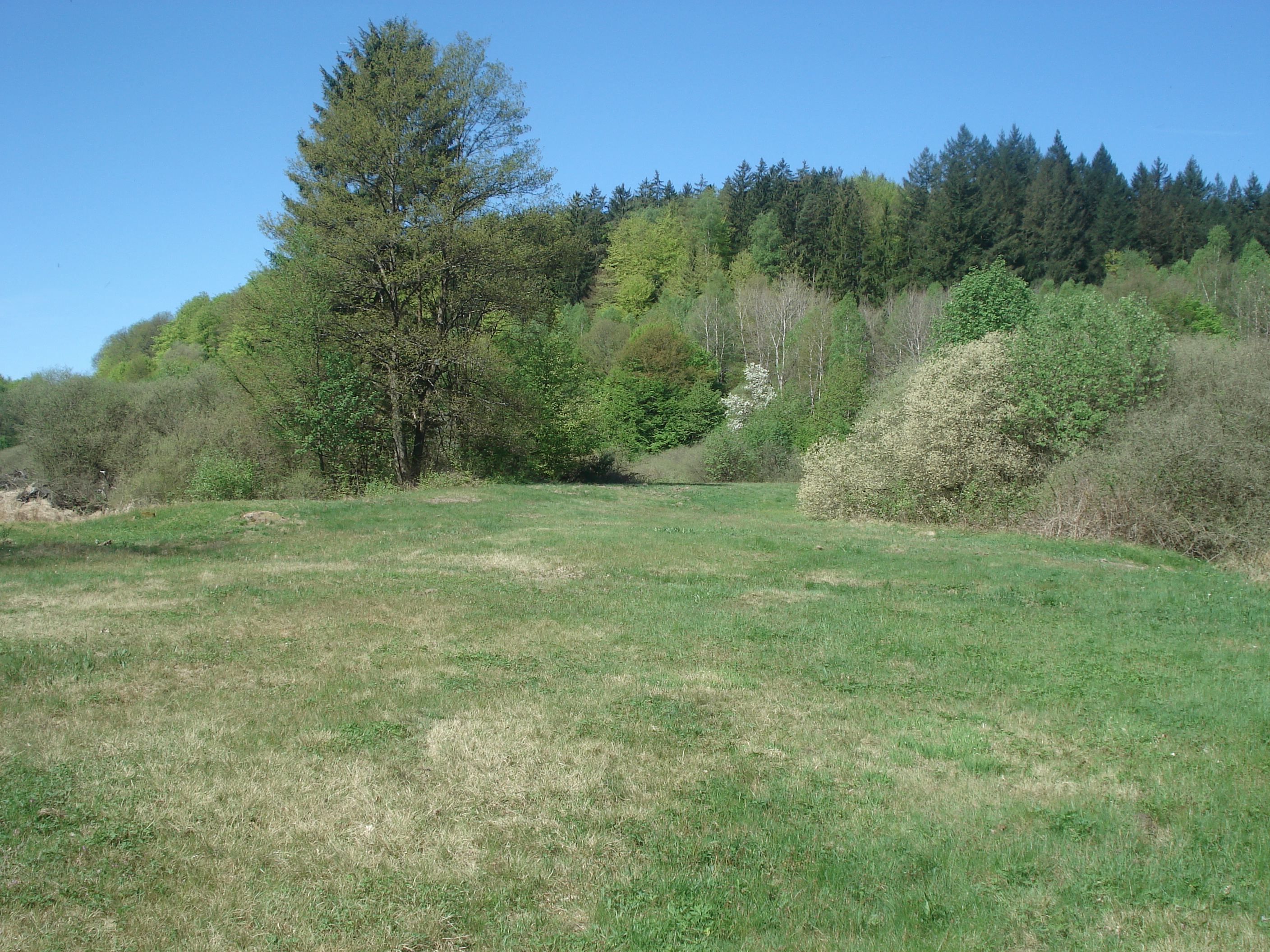
Das Hafenlohrtal

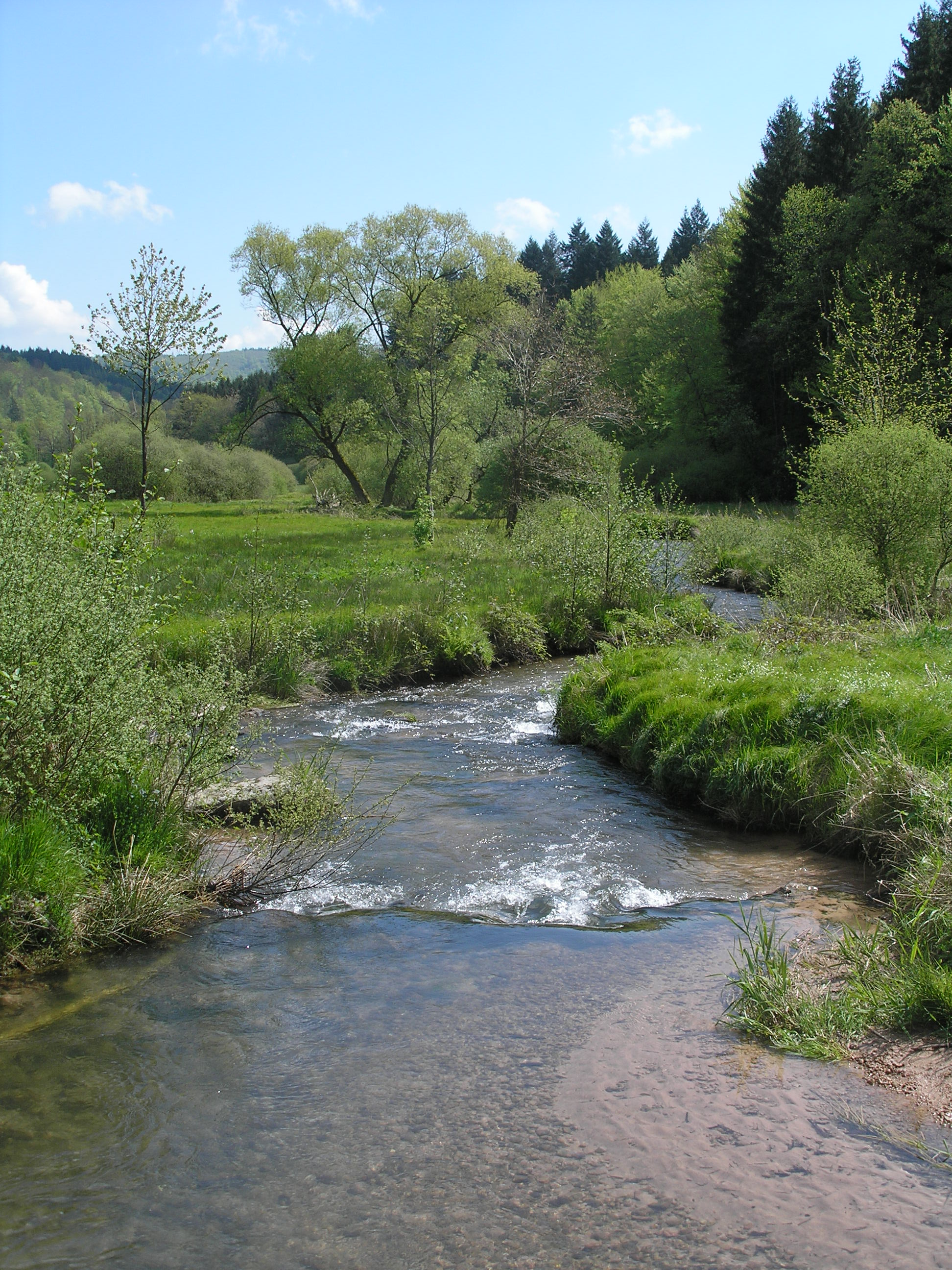
Das Tal oberhalb von Lichtenau

### Fauna

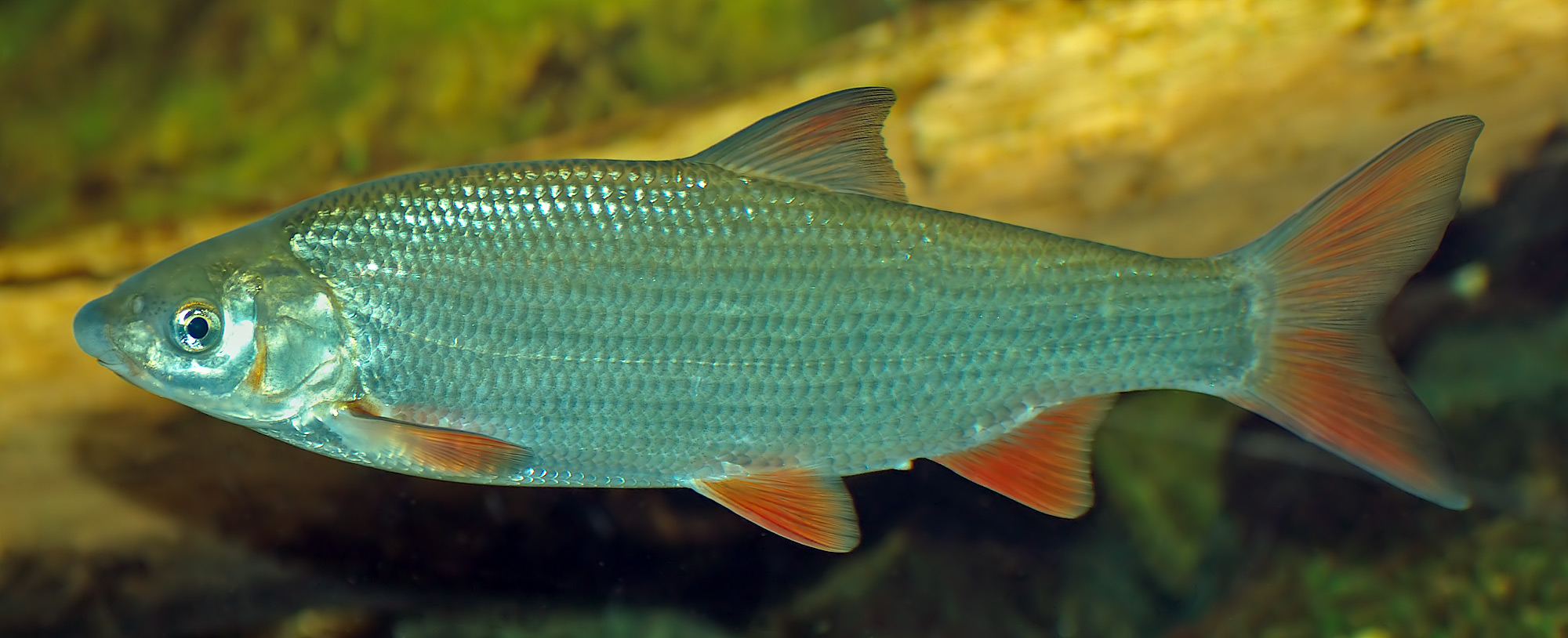
Nase

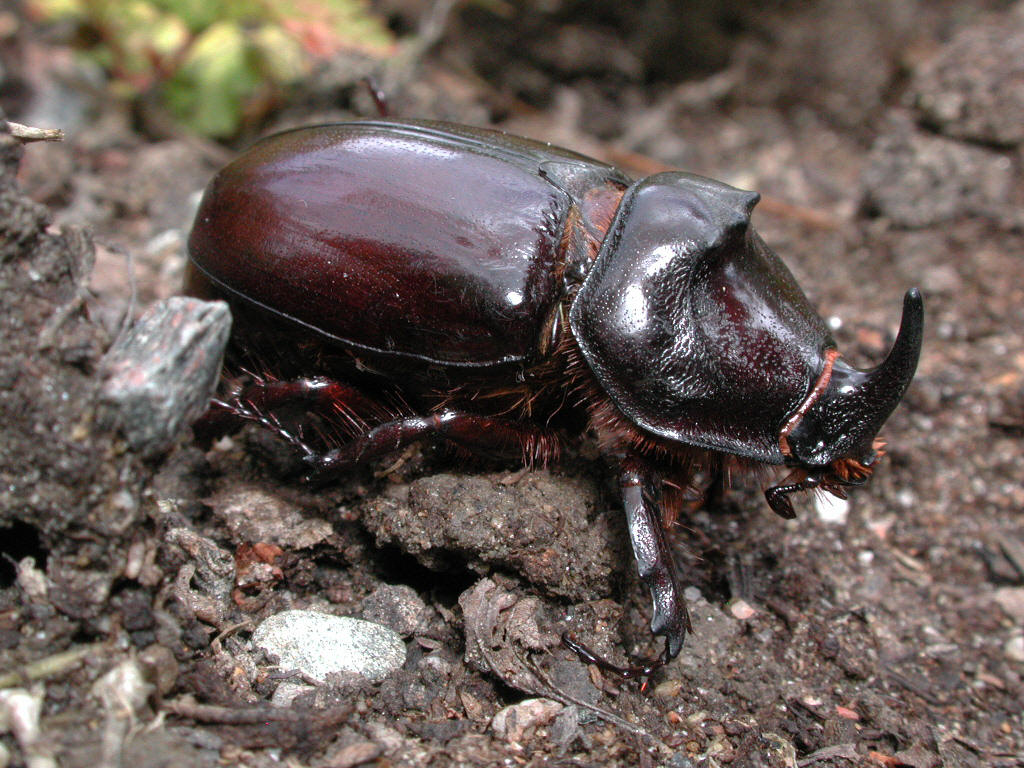
Nashornkäfer

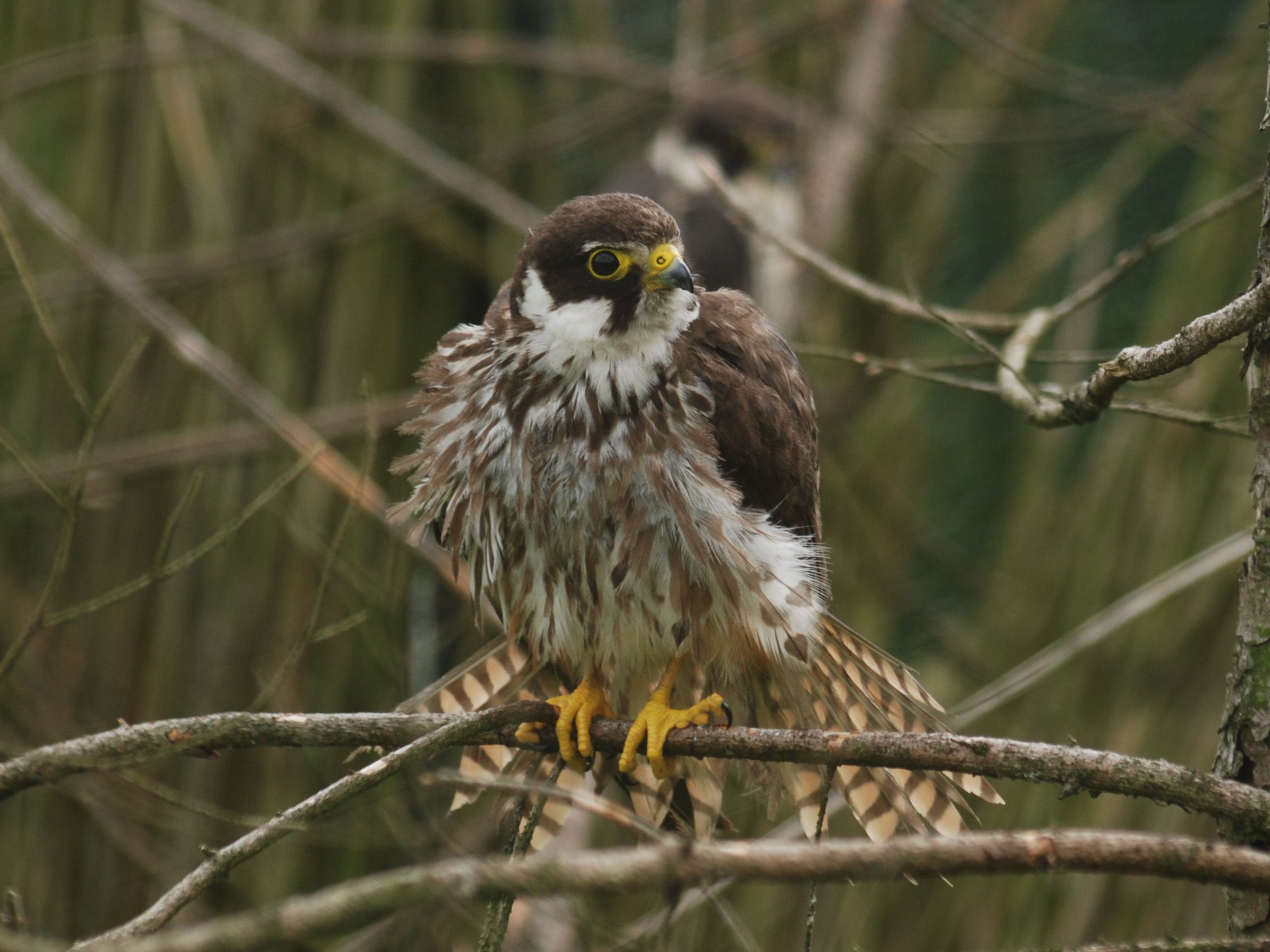
Baumfalke

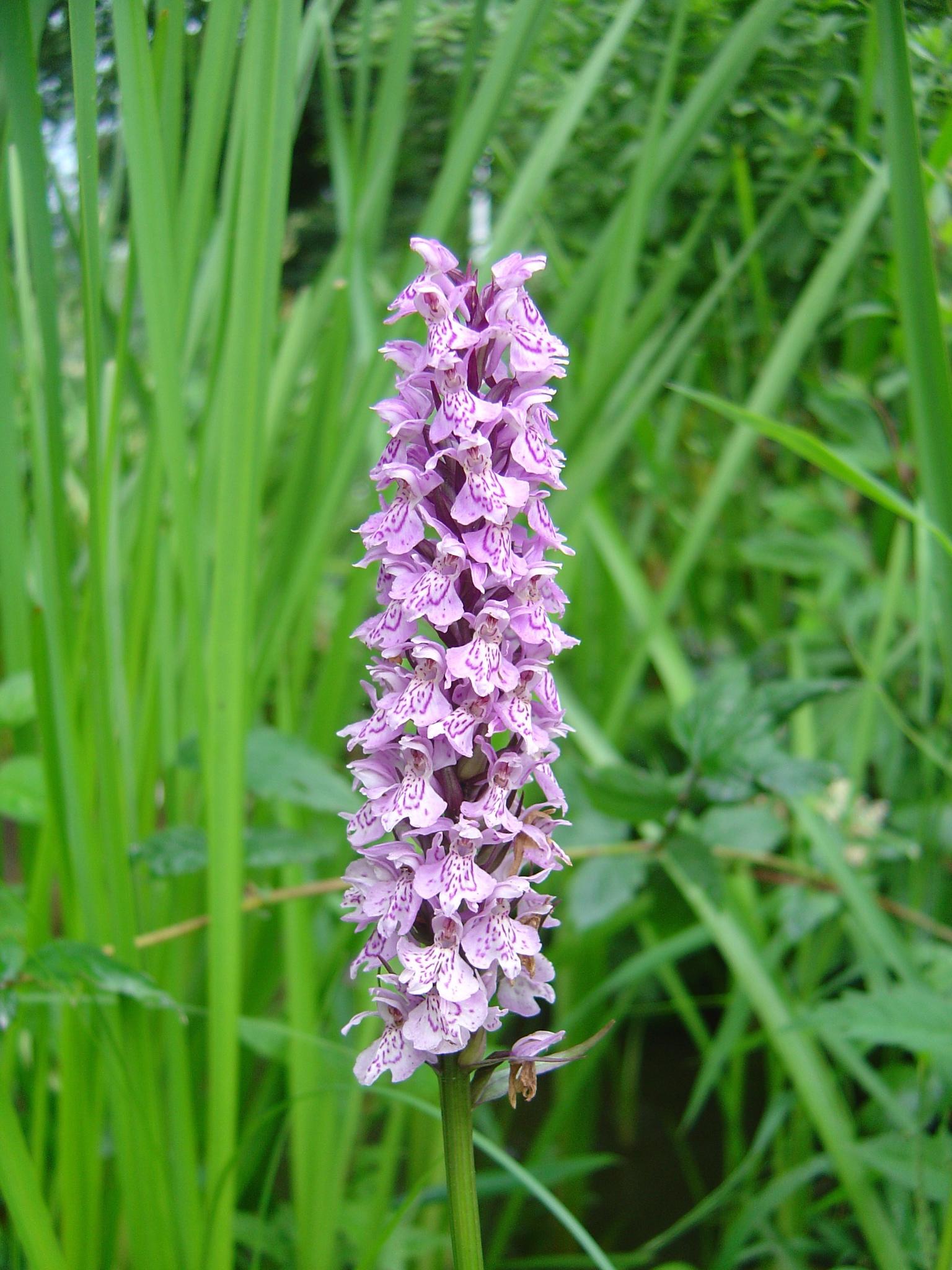
Geflecktes Knabenkraut

## Hafenlohrtalspeicher

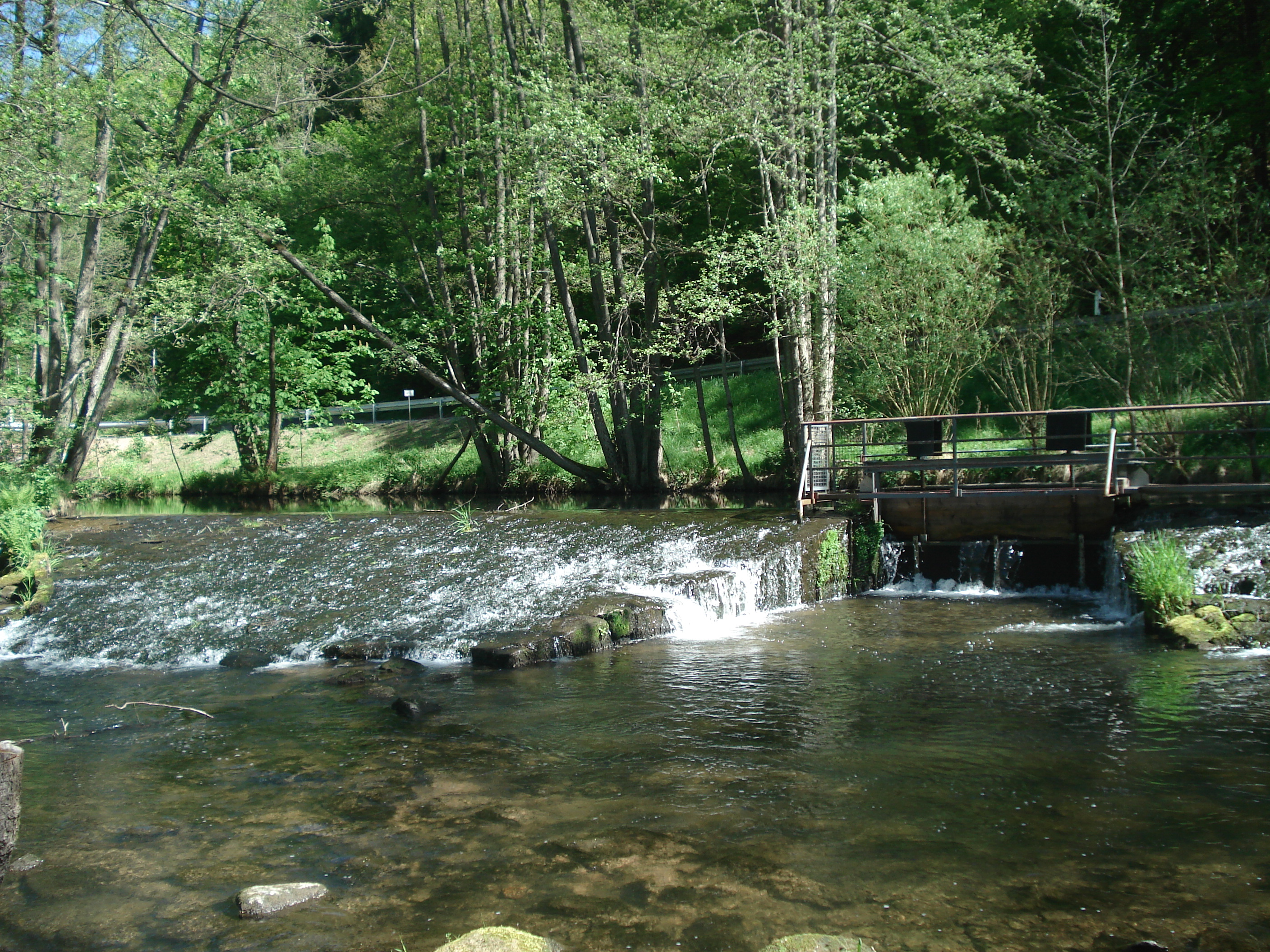
Wehr an der Hafenlohr

## Geographie